# Joss Whedon
Joseph Hill Whedon (Nova Iorque, 23 de junho de 1964) é um roteirista, produtor e diretor de cinema e televisão, escritor de história em quadrinhos e compositor americano. Ele é o fundador da Mutant Enemy Productions e co-fundador da Bellwether Pictures, e é mais conhecido como o criador das séries de televisão Buffy the Vampire Slayer (1997–2003), Angel (1999–2004), Firefly (2002), Dollhouse (2009–2010) e Agentes da S.H.I.E.L.D. (2013–2020).
Whedon co-escreveu o filme da Pixar, Toy Story (1995), escreveu e dirigiu a continuação em filme de Firefly, Serenity (2005), co-escreveu e dirigiu a mini-série para internet Dr. Horrible's Sing-Along Blog (2008), co-escreveu e produziu a comédia de terror The Cabin in the Woods (2012). Ele escreveu e dirigiu o filme de super-herói do Universo Cinematográfico Marvel, Os Vingadores (2012). Seu projeto seguinte foi a comédia romântica Much Ado About Nothing (2012), que ele escreveu, dirigiu, compôs e co-editou. Ele escreveu e dirigiu a sequência de Os Vingadores, Avengers: Age of Ultron (2015), e também co-escreveu o roteiro do filme do Universo Estendido DC, Liga da Justiça (2017), para o qual ele também atuou como diretor de cenas adicionais.
Como escritor de HQ na Marvel, Joss Whedon escreveu para Astonishing X-Men (2004–2008) e Fugitivos (2007–2008).

## Carreira
Joss Whedon é neto e filho de dois renomados roteiristas de sitcoms, e um de seus primeiros empregos foi no extremamente bem-sucedido sitcom Roseanne, no qual desenvolveu sua marcante veia cômica. Porém, o sonho de Whedon nem sempre foi trabalhar na TV, e sua formatura em cinema o impulsionava para uma carreira bem-sucedida em Hollywood. Whedon evitava trabalhar na TV, mas sendo o maior fã do trabalho de seu pai, agarrou a oportunidade.

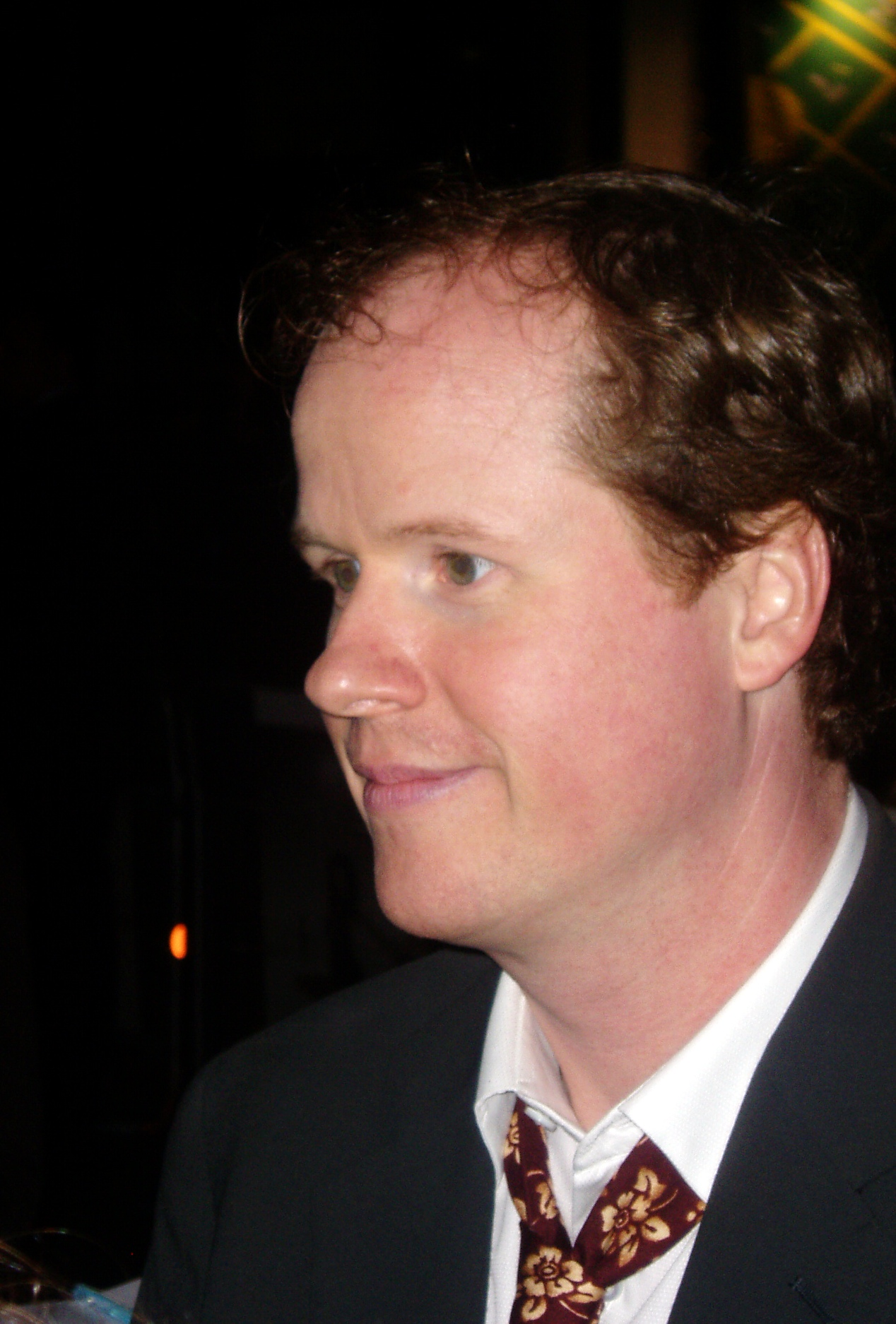
Whedon na estreia de Serenity em 2005, seu primeiro filme como diretor.

Porém, Whedon não demoraria a ingressar numa carreira cinematográfica. Na verdade, seu primeiro roteiro para o cinema foi a concepção de suas ideologias feministas e metafóricas, Buffy a Caça Vampiros. Foi chamado para consertar os roteiros de Velocidade Máxima (no qual é autor de 90% dos diálogos mantidos, mas teve seu nome retirado dos créditos), Waterworld, Twister e Toy Story, e também escreveu para o 4º filme da série Alien Ressurrection.
Segundo Whedon, foi em 1997, na estreia da série Buffy the Vampire Slayer, baseado em sua ideia fracassada, que ele pôde finalmente começar e terminar um projeto exatamente do jeito que queria, sem intervenção de diretor ou produtor.  BaCV durou sete temporadas, sendo glorificada pelos críticos como um dos melhores dramas de todos os tempos, e sendo amada de modo profundo por uma fiel legião de fãs. O mesmo ocorreu com o spin-off de BaCV, chamada Angel, que durou 5 temporadas de enorme sucesso de crítica e público. Em 2002, Whedon chegou com um novo projeto televisivo chamado Firefly. Firefly durou somente 14 episódios, mas Whedon conseguiu que a Universal produzisse um longa-metragem da série, denominada Serenity. O filme foi um enorme sucesso de crítica e público,
Whedon roteirizou e dirigiu o filme Os Vingadores, inspirado nas HQs de mesmo nome da Marvel Comics; produzido pela Disney. O filme estreou em 27 de abril de 2012, nos Estados Unidos, e 4 de maio nos Brasil.
Também decidiu dar uma continuação de suas séries de sucesso, BaCV e Angel, através de histórias em quadrinhos. Já saíram 2 novas temporadas de BaCV e 2 de Angel, para a alegria dos fãs.

## Temas, estilo e influências
Tematicamente, o trabalho de Whedon muitas vezes explora perspectivas sobre existencialismo, antiautoritarismo, livre-arbítrio, poder, impotência, sexualidade, adultez, sacrifício, misoginia e feminismo. Seus projetos costumam girar em torno de um conjunto de protagonistas, focado principalmente em um herói solitário que acaba trabalhando com outros para atingir um objetivo. Ele comentou sobre os aspectos recorrentes: "Tudo o que eu escrevo tende a se transformar em uma equipe de super-heróis, mesmo que eu não quisesse fazer isso. A isolação é algo em que me relaciono como um contador de histórias. E então, não importa o quê, eu sempre acabo com uma equipe". Examinando um motivo típico, ele diz: "Eu costumo escrever sobre pessoas que estão indefesas ou fora de controle, que então recuperam ou retomam o controle".
Articulando sua abordagem à escrita de roteiros, Whedon citou delinear e a estrutura de ato como as partes mais difíceis da narrativa, mas enfatiza que ele considera que elas são "completamente essenciais". Muitas das frases alteradas de Whedon e palavras fortemente divulgadas entraram em um uso comum chamado "Slayer Slang", que a PBS incluiu uma seção inteira de sua série de artigos Do You Speak American?. Em uma edição de Buffy the Vampire Slayer Season Eight, onde Buffy viaja para o futuro, Whedon escreve a reação de Buffy ao futuro dialeto de Manhattan; isso permite que Whedon comente o estilo distintivo de diálogo da série; "Buffy se culpa pelo que aconteceu com a língua inglesa, e há muita arrogância naquela brincadeira. Eu gosto de pensar que adicionar Y's a palavras que normalmente não têm Y's vai destruir todo o tecido de nossa sociedade". Seu uso de diálogo autoconsciente para humanizar personagens, que depende fortemente de humor seco e subtexto, tratando clichês subversivamente, usando misoginia para definir o traço de um vilão, e o tema recorrente do auto-sacrifício liderado pela subversão de ícones morais tem definido seu estilo de narração.
Whedon se manteve ambivalente sobre filmar em película cinematográfica ou vídeo digital, dizendo que ele "não tem lealdade ao filme como filme. Se a história está na minha frente, estou bem". Em termos de estética visual, ele prefere incorporar tantos efeitos práticos quanto possível ao usar imagens geradas por computador, para que as pessoas "realmente não saibam onde um começa e o outro termina". Ao trabalhar com orçamentos altos ou baixos, ele observou que ambos oferecem "exatamente o mesmo trabalho" e se um tem US$ 100 milhões ou US$ 100 000, "você está tentando atingir alguém no intestino com um momento emocional". Whedon determina que, embora dê notas aos atores para orientação, ele também pretende apaziguar as preocupações deles ao comunicar as razões e os resultados de uma cena.
Whedon citou Ray Bradbury, James Cameron, Rod Serling, William Shakespeare, Stephen Sondheim, Steven Spielberg, Charles Dickens, Stan Lee, Robert Klein, Jerome Robbins, Frank Borzage, Steve Gerber, Steven Bochco, Frances Hodgson Burnett e John Williams como influências. Quando perguntado sobre seus cinco filmes favoritos, Whedon listou The Matrix, Once Upon a Time in the West, The Bad and the Beautiful, Magnolia e The Court Jester.

## Filmografia
Whedon tem trabalhado em inúmeros filmes e séries de televisão ao longo de sua carreira,  muitos dos quais influenciaram a cultura popular e adquiriram o "status de cult".

### Cinema
| Ano  | Título                               | Creditado como | Creditado como   | Creditado como | Creditado como    | Notas                                                                                     | Ref.          |
| Ano  | Título                               | Escritor       | Diretor          | Produtor       | Outro             | Notas                                                                                     | Ref.          |
| ---- | ------------------------------------ | -------------- | ---------------- | -------------- | ----------------- | ----------------------------------------------------------------------------------------- | ------------- |
| 1992 | Buffy the Vampire Slayer             | Sim            |                  |                |                   |                                                                                           |               |
| 1994 | The Getaway                          | Sim            |                  |                |                   | Diálogos adicionais (não-creditado)/                                                      | [ 37 ]        |
| 1994 | Speed                                | Sim            |                  |                |                   | Diálogos adicionais (não-creditado)                                                       | [ 37 ]        |
| 1995 | Rápida e Mortal                      | Sim            |                  |                |                   | Diálogos adicionais (não-creditado)                                                       | [ 37 ] [ 38 ] |
| 1995 | Waterworld                           | Sim            |                  |                |                   | Diálogos adicionais (não-creditado)                                                       | [ 37 ]        |
| 1995 | Toy Story                            | Sim            |                  |                |                   | Co-roteirista com Andrew Stanton, Joel Cohen e Alec Sokolow                               |               |
| 1996 | Twister                              | Sim            |                  |                |                   | Diálogos adicionais (não-creditado)                                                       | [ 37 ] [ 39 ] |
| 1997 | Alien: Resurrection                  | Sim            |                  |                |                   |                                                                                           |               |
| 2000 | Titan A.E.                           | Sim            |                  |                |                   | Co-roteirista com Ben Edlund e John August                                                |               |
| 2000 | X-Men                                | Sim            |                  |                |                   | Diálogos adicionais (não-creditado)                                                       | [ 37 ]        |
| 2001 | Atlantis: The Lost Empire            | Sim            |                  |                |                   | História co-escrita com Kirk Wise, Gary Trousdale, Bryce Zabel, Jackie Zabel e Tab Murphy |               |
| 2005 | Serenity                             | Sim            | Sim              |                |                   | Estreia na direção                                                                        |               |
| 2011 | Thor                                 |                | Pós-créditos     |                |                   | Dirigiu a cena pós-créditos (não-creditado)                                               |               |
| 2011 | Capitão América: O Primeiro Vingador | Sim            |                  |                |                   | Diálogos adicionais (não-creditado)                                                       | [ 40 ]        |
| 2012 | The Cabin in the Woods               | Sim            | Segunda unidade  | Sim            |                   | Co-roteirista com Drew Goddard; diretor de segunda unidade                                |               |
| 2012 | Os Vingadores                        | Sim            | Sim              |                |                   | História co-escrita com Zak Penn                                                          |               |
| 2012 | Much Ado About Nothing               | Sim            | Sim              | Sim            | Compositor Editor | Co-editor com Daniel Kaminsky                                                             |               |
| 2013 | Thor: The Dark World                 | Sim            |                  |                |                   | Diálogos adicionais (não-creditado)                                                       | [ 41 ]        |
| 2014 | In Your Eyes                         | Sim            |                  | Executivo      |                   |                                                                                           | [ 42 ]        |
| 2014 | Captain America: The Winter Soldier  |                | Pós-créditos     |                |                   | Dirigiu a cena pós-créditos (não-creditado)                                               |               |
| 2015 | Avengers: Age of Ultron              | Sim            | Sim              |                |                   |                                                                                           |               |
| 2017 | Liga da Justiça                      | Sim            | Cenas adicionais |                |                   | Co-roteirista com Chris Terrio; não-creditado como diretor                                | [ 43 ] [ 44 ] |

### Televisão
| Ano       | Título                   | Creditado como | Creditado como | Creditado como | Creditado como     | Notas                                                                 | Ref.   |
| Ano       | Título                   | Escritor       | Diretor        | Produtor       | Produtor executivo | Notas                                                                 | Ref.   |
| --------- | ------------------------ | -------------- | -------------- | -------------- | ------------------ | --------------------------------------------------------------------- | ------ |
| 1989–1990 | Roseanne                 | Sim            |                |                |                    | Roteirista, editor da história                                        |        |
| 1990      | Parenthood               | Sim            |                | Sim            |                    | Roteirista, co-produtor                                               |        |
| 1997–2003 | Buffy the Vampire Slayer | Sim            | Sim            |                | Sim                | Criador; roteirista (25 episódios), diretor (28 episódios) e história |        |
| 1999–2004 | Angel                    | Sim            | Sim            |                | Sim                | Co-criador; 12 episódios                                              |        |
| 2002      | Firefly                  | Sim            | Sim            |                | Sim                | Criador; roteirista e diretor (5 episódios)                           |        |
| 2007      | The Office               |                | Sim            |                |                    | Episódios dirigidos: "Business School" e "Branch Wars"                |        |
| 2009–2010 | Dollhouse                | Sim            | Sim            |                | Sim                | Criador; roteirista (5 episódios), diretor (3 episódios)              |        |
| 2010      | Glee                     |                | Sim            |                |                    | Episódio dirigido: "Dream On"                                         |        |
| 2013–2020 | Agents of S.H.I.E.L.D.   | Sim            | Sim            |                | Sim                | Co-criador; co-roteirista e diretor (1 episódio: "Pilot")             | [ 45 ] |

### Mídia online
| Ano  | Título                         | Creditado como | Creditado como | Creditado como | Creditado como     | Notas                                                                   | Ref.   |
| Ano  | Título                         | Escritor       | Diretor        | Produtor       | Produtor executivo | Notas                                                                   | Ref.   |
| ---- | ------------------------------ | -------------- | -------------- | -------------- | ------------------ | ----------------------------------------------------------------------- | ------ |
| 2005 | R. Tam sessions                | Sim            | Sim            | Sim            |                    | Aparição cameo                                                          |        |
| 2005 | Veronica Mars                  |                |                |                |                    | Aparição cameo                                                          |        |
| 2008 | Dr. Horrible's Sing-Along Blog | Sim            | Sim            | Sim            | Sim                | Co-criador, música, letra da música                                     |        |
| 2017 | Unlocked                       |                | Sim            |                |                    | Curta-metragem em apoio a Federação de Paternidade Planejada da América | [ 46 ] |

## Recepção
Filmes dirigidos por Joss Whedon:
| Filme                   | Rotten Tomatoes | Orçamento       | Bilheteria        |
| ----------------------- | --------------- | --------------- | ----------------- |
| Serenity                | 83%             | US$ 39 milhões  | US$ 38,8 milhões  |
| Os Vingadores           | 92%             | US$ 220 milhões | US$ 1,5 bilhão    |
| Much Ado About Nothing  | 85%             | TBA             | US$ 5,3 milhões   |
| Avengers: Age of Ultron | 75%             | US$ 250 milhões | US$ 1,4 bilhão    |
| Liga da Justiça         | 40%             | US$ 300 milhões | US$ 657,9 milhões |

## Prêmios e nomeações
| Ano  | Prêmio              | Categoria                                                         | Título do trabalho                          | Resultado | Ref.   |
| ---- | ------------------- | ----------------------------------------------------------------- | ------------------------------------------- | --------- | ------ |
| 1995 | Oscar               | Melhor Roteiro Original                                           | Toy Story                                   | Indicado  | [ 49 ] |
| 2000 | Emmy Award          | Melhor Roteiro em Série Dramática                                 | Buffy the Vampire Slayer (Episódio: "Hush") | Indicado  | [ 50 ] |
| 2006 | Eisner Award        | Melhor Série Contínua                                             | Astonishing X-Men                           | Venceu    | [ 51 ] |
| 2008 | Eisner Award        | Melhor Série Nova                                                 | Buffy the Vampire Slayer Season Eight       | Venceu    | [ 52 ] |
| 2008 | Eisner Award        | Melhor Quadrinho Digital / Webcomic                               | Sugarshock!                                 | Venceu    | [ 52 ] |
| 2009 | Prêmio Ray Bradbury | Melhor Apresentação Dramática                                     | TBA                                         | Venceu    | [ 28 ] |
| 2009 | Emmy Award          | Melhor Programa de Entretenimento em Live-Action de Formato Curto | Dr. Horrible's Sing-Along Blog              | Venceu    | [ 53 ] |
| 2013 | Prêmio Saturno      | Melhor Roteiro                                                    | The Cabin in the Woods                      | Indicado  | [ 54 ] |
| 2013 | Prêmio Saturno      | Melhor Diretor                                                    | Os Vingadores                               | Venceu    | [ 55 ] |
| 2013 | Empire Award        | Melhor Diretor                                                    | Os Vingadores                               | Indicado  | [ 56 ] |